# 曼谷水族館
曼谷水族館（泰語：或）位於泰國的首都曼谷之農業大學（Kasetsart University）的主校區裡。

## 历史
在1940年成立，它是泰國歷史最悠久的水族館，飼養約560多種泰國本地的淡水魚及約100多種水種植物。著名的展品包括：湄南河巨型鯰魚，暹羅巨型鯉魚，以及暹羅虎魚。它是由泰國的漁業部經營的。

## 外部連結
- 曼谷水族館的官方網站（泰文） （页面存档备份，存于）